# Gyōson
Gyōson (行尊; 1055 – 21 marzo 1135) è stato un monaco buddista e poeta giapponese waka del tardo periodo Heian.
Divenne sommo sacerdote del tempio Enryaku-ji a Kyoto e per questo è noto anche come 平等院大僧正?, Byōdō-in Daisōjō, sommo sacerdote del tempio Byōdō-in.
Quasi cinquanta delle sue poesie furono incluse in antologie imperiali e produsse una raccolta privata di poesie, una delle sue poesie fu inclusa nell'Ogura Hyakunin Isshu.

## Biografia
Pronipote dell'imperatore Sanjo, suo padre era il sangi (consigliere) Minamoto no Tomohira. Divenne monaco a 12 anni al tempio Onjo-ji (tempio Mii-dera), imparò il buddismo esoterico dal monaco Raigō, ricevette il kanjo (cerimonia di consacrazione versando acqua sulla sommità della testa del sacerdote) da Kakuen.
Iniziò le pratiche ascetiche intorno al 1070 sul monte Ōmine, monte Katsuragi e Kumano, divenne per questo noto come un monaco shugendō dello yamabushi.
Nel maggio 1107 gli fu nominato hogen (il secondo grado più alto per i sacerdoti buddisti), nel gennaio del 1108, fu nominato gojiso (un sacerdote che sta vicino all'imperatore e prega per la sua salvezza) all'intronizzazione dell'imperatore Toba. Successivamente fu nominato chōri (capo sacerdote) del tempio Onjo-ji, e nel 1123 divenne Tendai-zasu (il capo sacerdote della setta Tendai). Tuttavia rimase in carica per soli sei giorni prima delle dimissioni a causa di un conflitto tra i templi Enryaku-ji e Onjo-ji. Nel 1125 divenne daisōjō (sacerdote di altissimo rango). Da allora ricoprì successivamente la carica di betto (il capo sacerdote) di vari templi, mentre restaurò il tempio in declino di Onjo-ji.
Servì anche come Grande Elemosiniere degli imperatori Shirakawa e Toba.
Morì il 21 marzo 1135.

## Poesia
Quarantotto delle sue poesie furono incluse in antologie imperiali dal Kin'yō Wakashū in poi.
La seguente sua poesia è stata inclusa come n° 66 nell'Ogura Hyakunin Isshu di Fujiwara no Teika :
(Hyakunin isshu n.66)
Esiste anche una collezione privata, la Gyōson Daisōjō-shū (行尊大僧正集).
Oltre alla sua poesia, era anche conosciuto come abile interprete di biwa e calligrafo.

## Narrativa per immagini
Negli anni del boom americano dei fumetti, quando la loro diffusione riguardava cento milioni di persone distribuiti in sessanta Paesi, in un volume tradotto per l'Italia da Francesco Saba Sardi e Franco Cavallone di Linus, uno degli autori nota che gli Stati Uniti, in ogni caso, «non hanno inventato il modo di raccontare storie umoristiche per immagini» e ricorda, a tal proposito, The Katzenjammer Kids, modellati su Max und Moritz del tedesco Wilhelm Busch e Penouillard et sa famille, pubblicato fin dal 1889, del francese Christophe. Ma, continua lo studioso, se i francesi pretendono di essere stati gli antenati del fumetto, «essi devono fare i conti con i giapponesi. Si dice infatti che il Gran Sacerdote Toba (1058 - 1140) avesse disegnato una serie di vignette intitolata Choyu Giga, ciò che ne farebbe senza dubbio il progenitore di tutti gli artisti di fumetti». In effetti Gyōson «Nel 1131 divenne abate di Shōkongōji a Toba, e nel 1132 fu nominato sōjō, cioè rettore (donde il nome Toba no sōjō "rettore di Toba"); il suo nome è legato soprattutto ai rotoli con caricature di animali e di uomini, ma non resta di lui nessuna opera certa».